# Diana Fankhauser
Diana Fankhauser (* 29. Oktober 1996) ist eine aktive Schweizer Sportlerin in der Sportart Schwingen. Sie ist Schwingerkönigin der Jahre 2018 und 2022 und begann ihre Karriere 2004 mit der Teilnahme an einem Frauen- und Meitlischwingfest in Niederbipp BE. Fankhauser entstammt einer Schwingerdynastie: Bereits ihre Mutter Rosmarie Fankhauser war eine begabte Schwingerin; der Grossvater und zwei Onkel waren erfolgreiche Kranzschwinger. Ihre beiden Tanten waren beide zwei Mal Schwingerkönigin: Eveline Dolder 2000 und 2001; Margrit Vetter-Fankhauser 2013 und 2014.

## Leben
2005, sie war acht Jahre alt, zog Fankhausers Familie vom Emmental nach Chesalles-sur-Oron, wo sie, zusammen mit zwei jüngeren Geschwistern, auf einem Bauernhof aufwuchs. Sie war in ihrer Jugend im Schwingklub Haute-Broye das einzige Mädchen. Fankhauser wünscht sich eine stärkere Beteiligung der Frauen im Schwingsport, also mehr Konkurrenz.
Sie lebt heute in Chesalles-sur-Oron und arbeitet als Medizinische Praxisassistentin bei einer Frauenärztin in Zweisimmen BE.

## Erfolge
| 2022 | Schwingerkönigin 2022 (1. Rang in der Jahreswertung) 5 Kranzgewinne an 7 Schwingfesten; darunter 3 Kranzfestsiege in Boveresse NE, Porsel FR und Kandersteg BE |
| 2020 | wurden wegen COVID-19 keine Schwingfeste durchgeführt. |
| 2019 | 2. Rang in der Jahreswertung 1 Kranzfestsieg in Boveresse NE                                                                                                   |
| 2018 | Schwingerkönigin 2018 (1. Rang in der Jahreswertung) 2 Kranzfestsiege in Giswil OW und Mont-sur-Rolle VD                                                       |
| 2017 | Erstmals Schlussgangteilnahme in Rougemont VD; danach Saisonausfall wegen Knieverletzung                                                                       |
| 2014 | 4. Rang am Eidg. Frauen- und Meitlischwingfest in Marbach LU                                                                                                   |
| 2013 | 3 Kranzgewinne an total 5 Schwingfesten |
| 2012 | 3. Rang in der Jahreswertung 4 Kranzgewinne an total 5 Schwingfesten Erstmals Kranzgewinn in Wangs SG                                                          |
|      | Meitli-Schwingerin mit 7 Zweiggewinnen |
| 2011 | Zweiggewinn mit dem 2. Rang am Eidg. Frauen- und Meitlischwingfest in Amden SG (Erstmals Schlussgangteilnahme in der Kategorie Meitli I)                       |
| 2009 | Erster Zweiggewinn in Huttwil BE |